# Système éducatif en Serbie

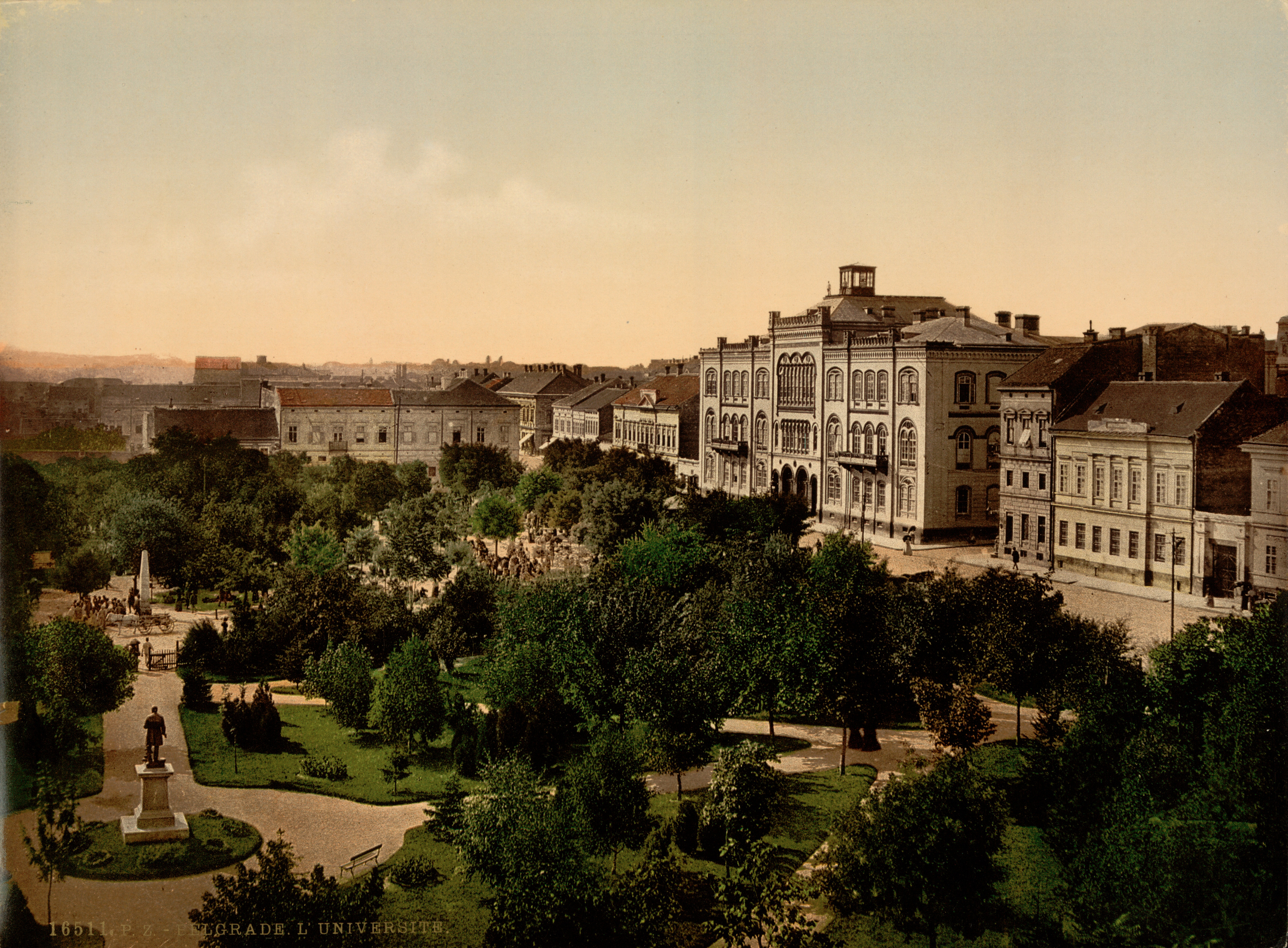
Photographie de l'Université de Belgrade en 1890

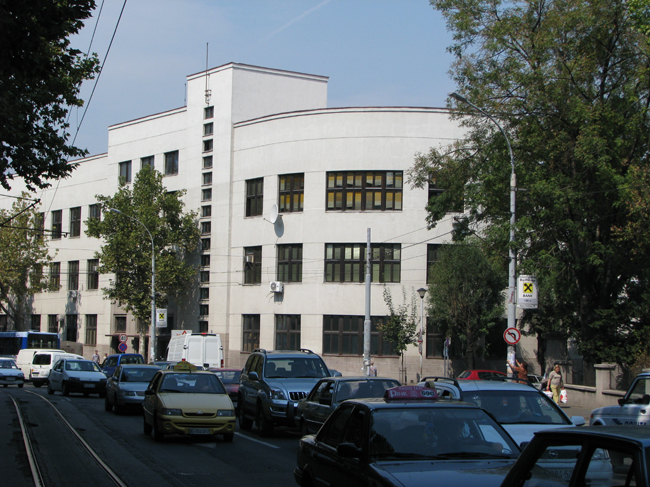
Le « Premier lycée », à Belgrade

Le système éducatif serbe se divise en trois niveaux : le primaire, le secondaire et le niveau supérieur.

## Histoire
Les débuts du système éducatif serbe remontent aux XIe et XIIe siècles, avec la création des premiers collèges catholiques à Titel et à Bač), en Voïvodine. L'éducation prit également son essor avec la fondation de nombreux monastères orthodoxes serbes, comme ceux de Sopoćani, de Studenica ou du patriarcat de Peć. La première université de Serbie a été fondée à Belgrade en 1808, au moment de la première révolte contre les Turcs ; créée sous le nom de Haute école ou Grande école (en serbe : Велика школа et Velika škola), est le précurseur de l'actuelle université de Belgrade. En revanche, la plus ancienne faculté située à l'intérieur des frontières actuelles de la Serbie a été fondée en 1778 à Sombor, qui faisait alors partie de l'empire d'Autriche ; elle était connue sous le nom de Norma et constituait le premier collège slave de professeurs en Europe du Sud. L'actuel système éducatif serbe est régi par le Ministère serbe de l'Éducation.

## Description du système éducatif

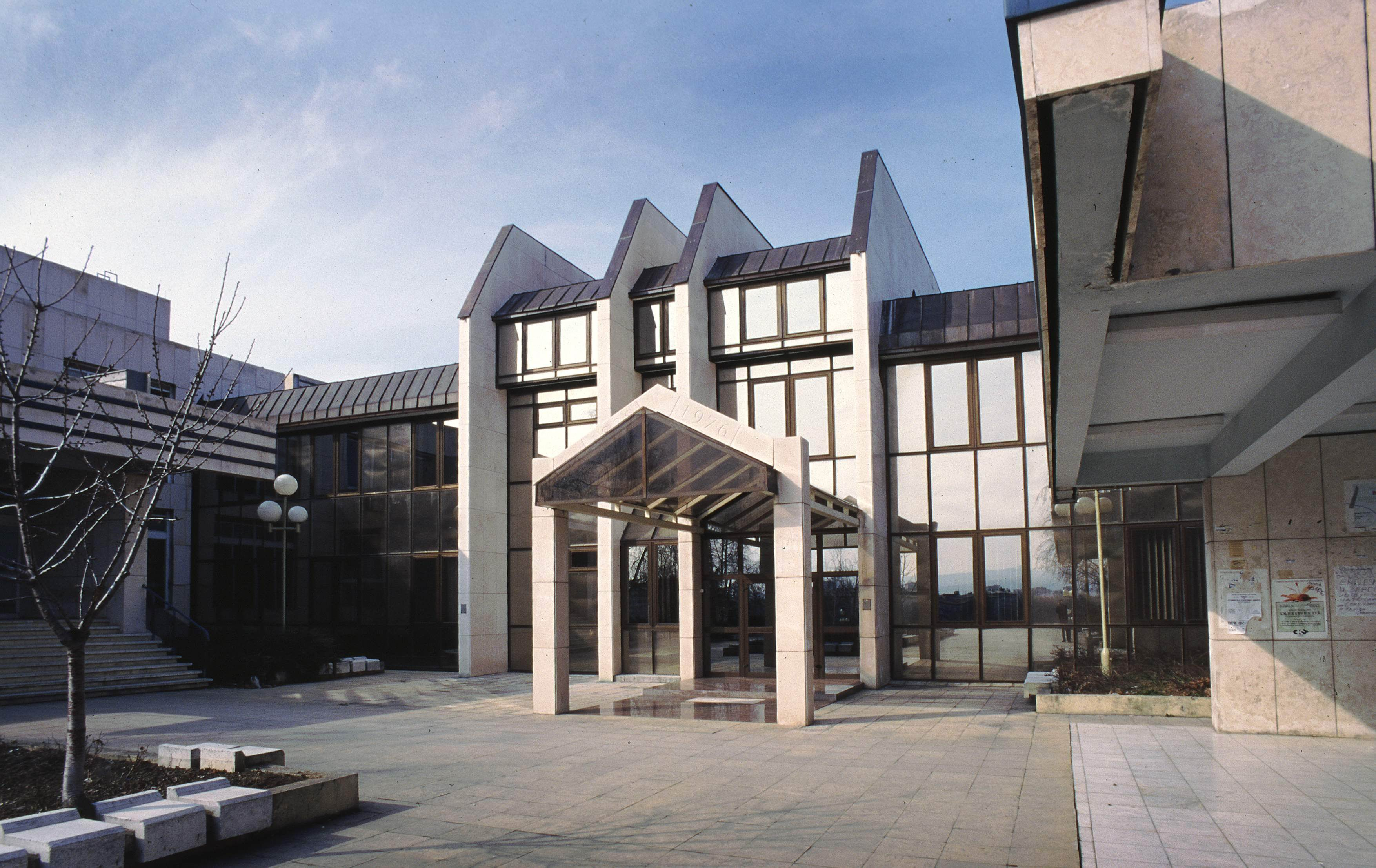
Université de Kragujevac, Faculté d'Économies - Svetozar Markovic

En Serbie, l'instruction commence à l'école maternelle à partir de 3 ans. Puis, à partir de 6 ou 7 ans, vient l'école élémentaire (en serbe : основна школа et osnovna škola), pour une durée de huit ans, école élémentaire qui, grosso modo, correspond à l'école élémentaire et au collège français (jusqu'à la fin de la Quatrième). Au terme de ces huit années, une bifurcation s’opère. Certains élèves s'orientent vers le Lycée (en serbe : гимназија et gimnazija), où ils suivent des études générales en quatre ans, avec un début de spécialisation entre les langues et les sciences sociales d'une part et les mathématiques et les sciences naturelles d'autre part. À l'issue des études secondaires, d'autres élèves s'orientent vers une école professionnelle (en serbe : стручна школа et stručna škola), qui tout en assurant un enseignement général offrent un enseignement plus spécialisé ; les études dans ces écoles durent elles aussi quatre ans. D'autres, enfin, entrent dans une école « vocationnelle » (en serbe : занатска школа et zanatska škola) ; les études n'y durent que trois ans et elles sont plus spécialisées, notamment dans les domaines du commerce et de l'artisanat.
Les études supérieures s'effectuent dans des écoles supérieures, dans les facultés des universités serbes ou encore dans les diverses Académies d'art. Les « écoles supérieures » (en serbe : виша школа et viša škola) proposent des études supérieures courtes, en deux ans, à peu à la manière des colleges américains. La Serbie possèdent plusieurs universités, parmi lesquelles on peut citer l'université de Belgrade, l'université de Priština, l'université de Niš, l'université de Kragujevac et l'université de Novi Sad. Le cursus universitaire s'est récemment adapté au processus de Bologne, qui met en place un système à trois niveaux, licence, master, doctorat. La Serbie possède également de nombreux établissements d'enseignement supérieur privés.